# Station Dijkerhoek
Station Dijkerhoek (telegrafische code: dkk) is een voormalig treinstation aan de Spoorlijn Deventer - Almelo. Het station werd geopend op 1 september 1888 en gesloten op 15 mei 1933. Het station was gelegen ten zuiden van de buurtschap Dijkerhoek in de gemeente Rijssen-Holten. Bij het station was een stationsgebouw aanwezig van het standaardtype KNLS, 3e klasse.
Na de sloop van het gebouw heeft de toenmalige gemeente Holten de straat waaraan het station was gelegen vernoemd tot 'Oude Stationsweg'.